# Машинно-тракторная станция

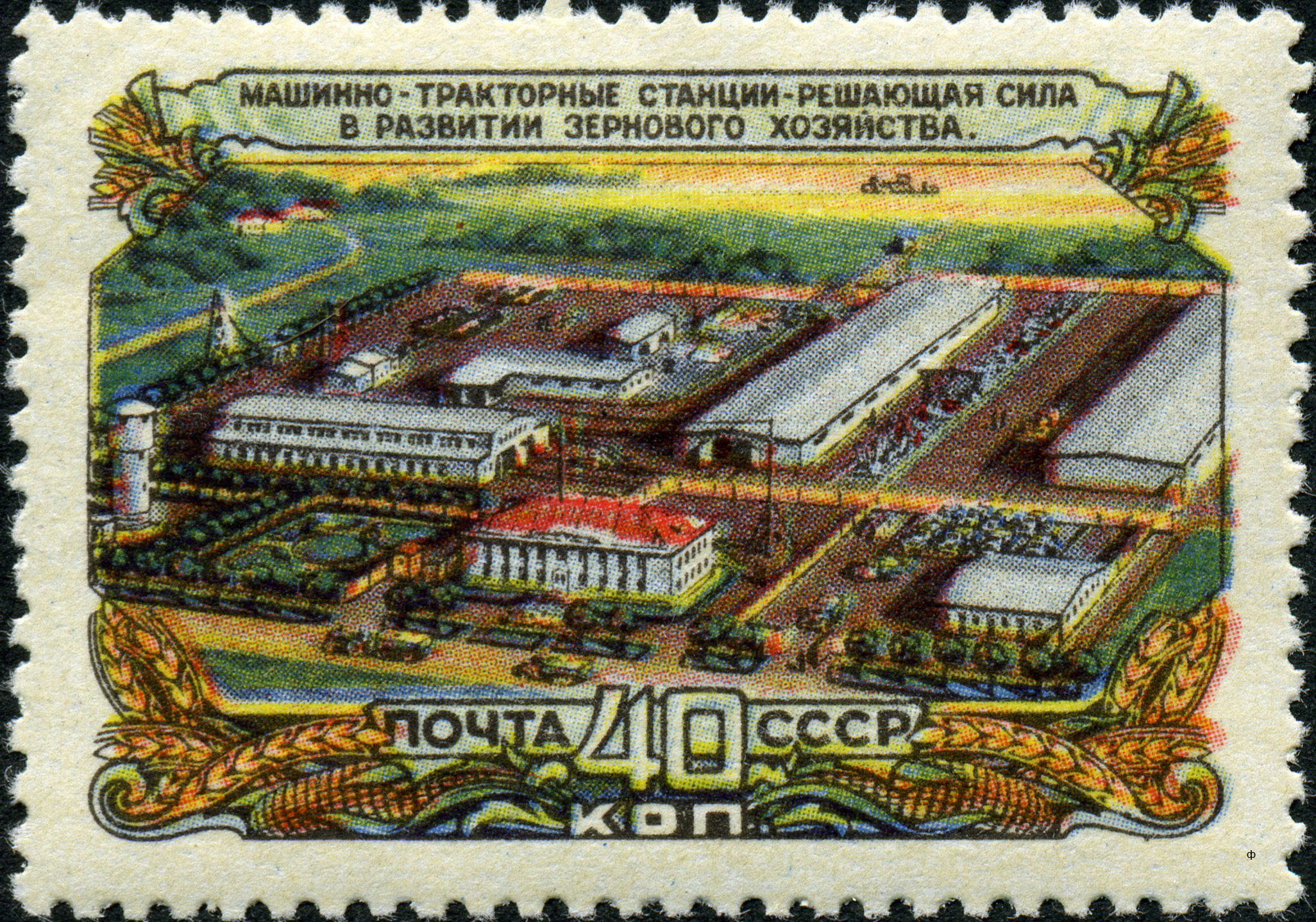
Советская МТС на почтовой марке СССР 1956 года

Маши́нно-тра́кторная ста́нция (Моторно-тракторная станция, МТС) — государственное сельскохозяйственное предприятие в СССР и ряде других социалистических стран, обеспечивавшее организационную и техническую помощь крестьянским хозяйствам; важнейшее средство государственного руководства советской деревней в 1930-е — 1950-е гг. Повсеместно создаваемые в годы коллективизации в СССР, МТС играли значительную роль в укреплении колхозов, осуществляя политический и хозяйственный надзор за деятельностью последних. В 1958 году МТС были преобразованы в ремонтно-технические станции.

## Машинно-тракторные станции в СССР

### История

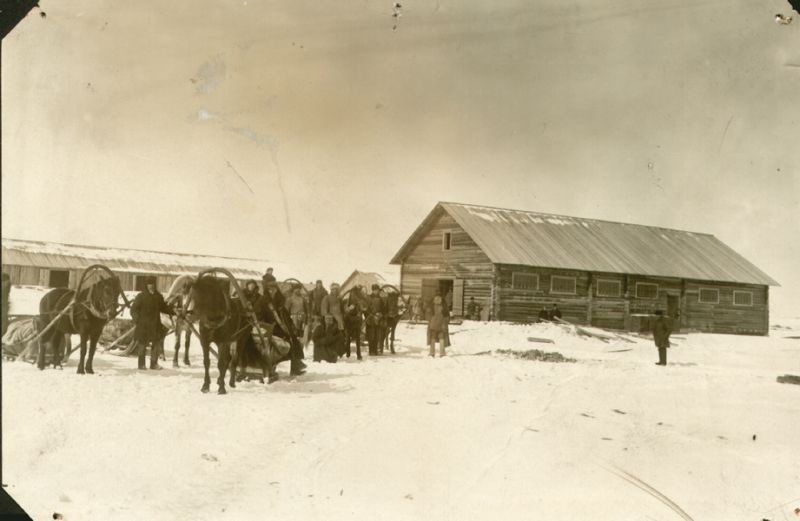
Внешний вид гаража и машинного склада Череповецкой МТС (1931)

Первые тракторные отряды в СССР появились в конце 1920-х годов. Совхоз имени Шевченко (Березовский район, Одесская область) образовал в 1927 году первую тракторную колонну, а в следующем году — первую МТС. 8 мая 1929 года СТО СССР принял постановление «Об организации машинно-тракторных станций», согласно которому руководство деятельностью МТС стало осуществлять акционерное общество «Всесоюзный центр машинно-тракторных станций» (ВЦМТС, «Трактороцентр»). Постановлением ЦК ВКП(б) от 10 сентября 1930 года «Трактороцентру» было передано управление всеми существующими МТС.
Провал первого пятилетнего плана в области сельского хозяйства, массовый голод в деревне, открытое сопротивление крестьянства политике коллективизации обусловили создание чрезвычайных органов — политотделов МТС. В ноябре 1932 года была образована комиссия ЦК ВКП(б) во главе с председателем П. П. Постышевым, которой было поручено найти одну тысячу начальников политотделов и две тысячи их заместителей для руководства политотделами наиболее пострадавших от голода районов — Украины, Северного Кавказа и Нижней Волги. Впоследствии функции отбора кадров осуществлял Сельскохозяйственный отдел ЦК ВКП(б), возглавленный Л. М. Кагановичем.
В конце января 1933 года ЦИК СССР принял постановление «Об укреплении колхозов», возлагавшее задачи проведения оперативно-следственных мероприятий, выявления, разоблачения и предания суду враждебных советской власти элементов на заместителей начальников политотделов по ОГПУ. Конкретные задачи уполномоченных определялись приказом заместителя председателя ОГПУ СССР Г. Г. Ягоды. Работники политотделов носили форму и имели табельное оружие. Чрезвычайные структуры координировали свою деятельность с правоохранительными органами в рамках ведения дел, связанных с укреплением колхозов на селе. Из-за нехватки кадров зачастую должностные лица сотрудничали с политотделами на выезде.
Репрессии политотделов были направлены главным образом против кулачества, выступавшего против проведения политики коллективизации. В отношении тех хозяйств, главы которых вели активную борьбу против колхозов, допускалось раскулачивание и выселение с разнарядкой по СССР в 12 тысяч человек. Кроме того, ряд постановлений расширил действие «Закона о трёх колосках» на сферу деятельности МТС. В качестве противоправных деяний рассматривались расхищение посевов, саботаж сельскохозяйственных работ, преуменьшение нормы высева, умышленная порча полей, поломка тракторов и машин. К нарушителям трудовой дисциплины применялись как административные (исключение из колхозов, штрафы, лишение избирательных прав), так и уголовные наказания (лишение свободы, расстрел).
Политотделы выполняли и агитационно-пропагандистскую задачу на селе. Каждый из них, начиная с 1933 года, должен был выпускать собственную общедоступную газету. С этой целью в штаты политотделов МТС включалась должность редактора издания. Как правило, на такую работу назначались партийные работники, что соответствующим образом сказывалось на характере публикаций. Основная задача этих изданий заключалась в стимулировании производственного процесса в колхозах. Газеты политотделов писали о целесообразности участия трудящихся в социалистическом строительстве, о необходимости реализации сталинского призыва «сделать колхозы большевистскими, а колхозников зажиточными». Авторы статей превозносили передовиков и изобличали «халтурщиков», обвинявшихся в диверсиях и саботаже.
Согласно специальной резолюции «О чистке партии», принятой январским пленумом ЦК и ЦКК ВКП(б) 1933 года, образованные органы власти осуществляли чистку сельских партийных организаций от подобных «неблагонадёжных» элементов. По данным политотделов, в 1933 году от работы было отстранено 45,6 % заведующих производственными участками МТС, 39,5 % механиков и 27,1 % бригадиров тракторных бригад; 14,2 % председателей колхозов, 8,6 % бригадиров и 47,3 % завхозов. По обвинению во вредительстве было освобождено от занимаемой должности более половины председателей колхозов и бригадиров. Рядом постановлений ЦК ВКП(б) в 1934 году практика «поиска врага» была осуждена как факт «грубого нарушения революционной законности», и на освободившиеся должности были выдвинуты другие работники.
Успехи массово-политической работы политотделов МТС связывались непосредственно с выполнением колхозниками плана хлебозаготовок. В этой связи немало сил тратилось на организацию социалистического соревнования, повышение качества полевых работ, оптимизацию нормирования сельскохозяйственного производства. Специализация чрезвычайных органов МТС на решении подобных вопросов принесла свои плоды: в 1933 и 1934 годах хлебозаготовительные планы были досрочно выполнены как по стране в целом, так и по регионам в отдельности. В резолюции ноябрьского пленума ЦК ВКП(б) указывалось, что политотделы МТС выполнили своё предназначение. Часть из них была преобразована в райкомы, а остальные объединены с уже существующими партийными организациями. Политотделы совхозов существовали до марта 1940 года.

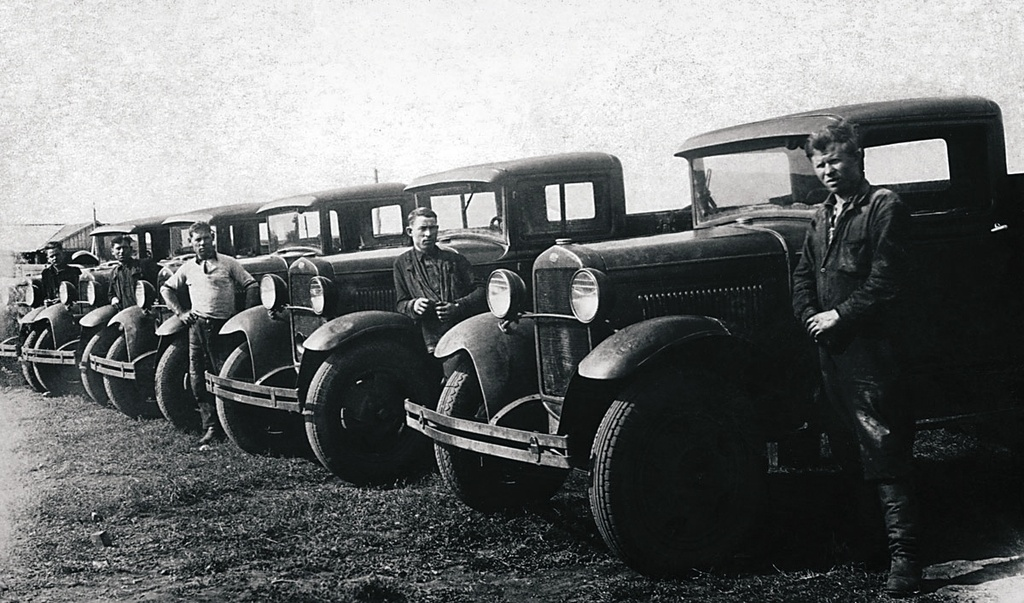
Еманжелинская МТС. Отправка шофёров и автомашин на фронт (1941)

В годы войны МТС стали выполнять транспортные задачи для нужд фронта. Производство сельхозтехники было свёрнуто, и в 1942—1943 одах новых машин в колхозы практически не поступало. Часть тракторов, в основном гусеничных, была передана в РККА. Как следствие, объёмы выполнения тракторных работ в колхозах сократились практически в два раза — от 217,9 миллиона гектар в 1940 году до 112,0 миллиона гектар в 1945 году. Из-за нехватки сельхозтехники артели стали испытывать трудности в уборке урожая. Снижение уровня механизации привело к уменьшению посевных площадей и ухудшению урожайности сельскохозяйственных культур.
Реализация послевоенной аграрной политики государства стала полностью осуществляться через МТС. Февральский пленум ЦК ВКП(б) 1947 года возложил всю ответственность за проведение комплекса механизированных работ в колхозах на тракторные бригады МТС. При сельскохозяйственных институтах были расширены курсы по повышению квалификации кадров МТС. Кроме того, были открыты 25 новых техникумов и 13 отделений механизации сельского хозяйства при существующих средних учебных заведениях.
Невыполнение заданий четвёртого пятилетнего плана в области сельского хозяйства и обострение проблемы обеспеченности МТС инженерно-техническими кадрами повлекли за собой законодательную активность в аграрной сфере в начале 1950-х годов. Так, постановление Совета министров СССР «О мерах по улучшению работы машинно-тракторных станций» от 29 сентября 1951 года потребовало от советских и партийных органов повысить уровень квалификации руководящих кадров и специалистов МТС. Решением Совета министров СССР от 11 января 1952 года местные партийные органы власти получили возможность командировать партийных инженеров-механиков из промышленности и научно-исследовательских учреждений для руководства деятельностью сельскохозяйственных предприятий.
Серьёзные перемены в положении МТС произошли после смерти Сталина. Сентябрьский пленум ЦК КПСС 1953 года напрямую увязывал отставание аграрной сферы с неудовлетворительной работой сельскохозяйственных предприятий, которые назывались «решающей силой в развитии колхозного производства». Все районные управления сельского хозяйства были упразднены, и все их прежние функции стали выполнять МТС. Задача создания необходимой производственной и социальной инфраструктуры должна была быть решена в ближайшие три года. Предписывалось, что каждая МТС должна иметь ремонтную мастерскую, два-три гаража, два-три сарая, необходимое число навесов и бетонных площадок для хранения техники, склад запасных частей, нефтебазу, контору, канализацию и водоснабжение.
На практике реализация решений пленума была сопряжена с рядом трудностей. Массовое создание и переустройство МТС требовало огромных капиталовложений и масштабного создания строительных организаций, возможности для чего зачастую отсутствовали. Сложность освоения средств, необеспеченность строительными материалами, нерентабельность госзаказов для подрядных организаций не позволили реализовать программу по реорганизации предприятий в первоначальном виде. Как следствие, финансирование работ по развёртыванию МТС резко сократилось. Так, в 1954 году по РСФСР в их строительство было вложено 1710,3 миллиона рублей, а в 1957 году — всего 815 миллионов рублей.

### Реорганизация и продажа МТС колхозам
В январе 1955 года состоялся очередной пленум ЦК КПСС по сельскому хозяйству, на котором Хрущёв поставил вопрос о создании благоприятных условий для выполнения плана хлебозаготовок работниками МТС. Довод первого секретаря ЦК КПСС о низкой эффективности сложившейся на селе производственной системы стал главным посылом при обосновании необходимости реформы. Согласно постановлению ЦК КПСС и Совета министров СССР от 9 марта 1955 года «Об изменении практики планирования сельского хозяйства», колхозы и МТС могли самостоятельно определять размер площадей засеваемых культур и поголовья скота. Кроме того, предполагалось в течение нескольких лет перевести МТС на хозрасчёт, что было соответствующим образом закреплено в директивах XX съезда КПСС по шестому пятилетнему плану.
Февральский пленум ЦК КПСС 1958 года передал вопрос о реорганизации МТС на рассмотрение очередной сессии Верховного совета СССР. Результатом деятельности последнего стало принятие 18 апреля 1958 года «Закона о дальнейшем развитии колхозного строя и реорганизации машинно-тракторных станций», предусматривавшего распродажу техники МТС колхозам, как за наличный расчёт, так и в кредит. Конечные цены на продукцию должны были определяться с учётом её износа и технического состояния. Рассрочка платежей по решению райисполкомов и облисполкомов составляла от 2—3 до 5 лет соответственно. Продажа техники колхозам осуществлялась в 1958—1960 годах. Общая сумма купленного сельскохозяйственного оборудования составила 32 миллиарда рублей.
Между тем значительная часть сельхозартелей не могла оплатить приобретение техники в ближней перспективе. Колхозы, находившиеся под серьёзным нажимом со стороны райкомов партии, стремились максимально уменьшить расходы на покупку машин. Руководители артелей зачастую объясняли этот факт отсутствием нужды в большом количестве техники. По расчётам В. Н. Томилина применительно к Задонскому району Липецкой области, колхозы в 1958 году были вынуждены выплатить за приобретаемые товары более 70 % денежных средств, заработанных за предыдущий год. В то же время, ряд исследователей свидетельствует против тезиса о разорении деревни, утверждая, что расходы на выкуп техники в условиях доступности долгосрочного кредита и проводившегося укрупнения хозяйств не были столь значительными.
Проводившаяся в короткие сроки реорганизация МТС в ремонтно-технические станции (РТС) была в целом завершена к 1959 году. В 1960 году на территории РСФСР оставалось всего 29 МТС.

### Организация
Структура управления сельскохозяйственными предприятиями стала складываться в 1933 году, когда по решению январского пленума ЦК и ЦКК было санкционировано создание политотделов. В их состав входили директор МТС, два заместителя директора по общепартийной работе, помощники по комсомольской работе и по работе среди женщин, а также редактор многотиражной газеты. Директор МТС подчинялся краевому или областному политсектору МТС (в национальных республиках — непосредственно наркомату земледелия) и мог быть смещён с санкции местных партийных организаций. Кроме того, заместители директора были подотчётны в своей деятельности соответствующим органам ОГПУ. Общее руководство политотделами осуществляло Политуправление МТС Наркомата земледелия СССР.
Руководство политотделов наделялось высоким статусом и осуществляло как политические, так и хозяйственные функции. В частности, начальники политотделов несли полномочия заместителей директоров МТС и вместе с ними отвечали за выполнение колхозами заготовительных планов. Широкие полномочия чрезвычайных органов МТС пересекались со сферой деятельности райкомов, что часто становилось причиной конфликтов. Постановление ЦК ВКП(б) от 15 июня 1933 года разграничило функции двух центров политической работы на селе. Сфера деятельности полиотделов была ограничена руководством партийных ячеек колхозов, обслуживаемых МТС.
По решению февральского пленума 1947 года при Министерстве сельского хозяйства СССР было создано Главное управление машинно-тракторных станций. В 1953 году система управления данными сельскохозяйственными предприятиями претерпела значительные изменения. Должность заместителя директора по политической части была упразднена, а его полномочия были переданы группе инструкторов, возглавляемой секретарём райкома.
Первоначально служащими МТС числились лишь работники аппарата, а все полевые работы выполнялись колхозниками, не располагавшими льготами городских жителей — отпускными, больничными, пособиями при потере трудоспособности. В 1935 году в штат были переведены комбайнёры и машинисты молотилок. В 1953 году трактористы и руководители бригад, машинисты экскаваторов стали считаться постоянными работниками МТС, а прицепщики и помощники комбайнёров — сезонными рабочими.
С 1938 года сельскохозяйственные предприятия перешли на государственное финансирование. Для покрытия расходов по МТС колхозы должны были выплачивать государству 20 % урожая зерна, кукурузы, подсолнечника, хлопка и льна, 17 % свёклы и 16 % картофеля. С 1955 года МТС стали переводиться на хозрасчёт.

### Взаимоотношения между МТС и колхозами

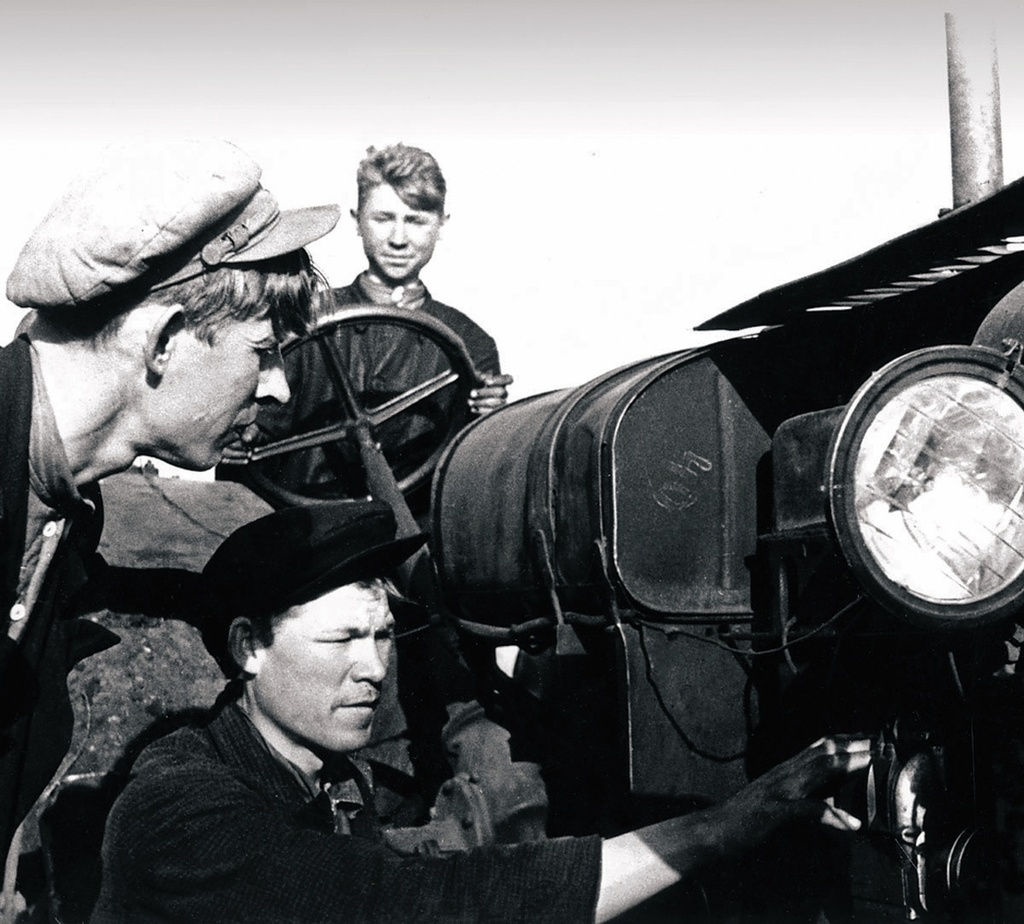
Полетаевская МТС. Директор МТС орденоносец Соколов и лучший бригадир Аксенов проверяют состояние трактора (1942)

Характер взаимоотношений между МТС и колхозами определяло постановление СНК СССР от 5 февраля 1933 года «О примерном договоре машинно-тракторных станций с колхозами». Сельскохозяйственные предприятия брали на себя обязательство производить необходимый ремонт техники, оплачивать труд персонала, оказывать сельхозартелям постоянную помощь путём агрономического обслуживания, составления производственно-финансовых планов и постановки учёта, установления правильного севооборота, организации труда и распределения доходов. В случае нарушения договора МТС должна была возместить убытки колхозам деньгами в полуторном размере. Возможность отказа колхозов от предоставляемых услуг не допускалась.
Порядок оплаты труда механизаторов колхозами определяло постановление СТО СССР от 21 сентября 1933 года «Об организации использования транспортного парка». Размер жалования определялся количеством выработанных механизаторами трудодней в том или ином хозяйстве; минимальный размер оплаты труда составлял соответственно 2 рубля 50 копеек и 3 килограмма зерна в денежном и натуральном эквивалентах. В 1933 году была введена оплата натурой в процентах от урожая, которые устанавливала районная комиссия, а с 1939 года — органы местного самоуправления, в подчинении которых находились МТС. Тогда же оплата труда стала производиться не за весь комплекс работ, а по каждому из их видов в отдельности.
Сложившаяся система взаимоотношений была закреплена «Типовым договором машинно-тракторной станции с колхозом», утверждённым СНК СССР 13 января 1939 года. В производственном отношении сельскохозяйственные предприятия и колхозы были самостоятельны. МТС брали на себя обязательства по техническому обслуживанию артелей и оказанию им помощи в организационно-хозяйственном управлении. В свою очередь, колхозы должны были выполнять все агротехнические мероприятия, предусмотренные текстом договора, и производить своевременную оплату зерном и деньгами механизаторам. Кроме того, правление выделяло кадры для обслуживания тракторных бригад, подготавливало участки для их работы, обеспечивало охрану имущества МТС, своевременно снабжало сельскохозяйственные предприятия водой и горючим, создавало станы на отдалённых полях.

## Машинно-тракторные станции в других странах
- В 1946 году первые МТС появились в Болгарии[53]. В конце 1948 года в стране функционировала 71[54], в 1950 году — 95[55], в 1952 году — 140 МТС[56].
- В 1948 году МТС были созданы в Восточной Германии.
- В Чехословакии к концу 1953 года действовало 254 МТС.
- В Венгрии к концу 1950 года имелась 361 МТС.
- В Румынии в 1952 году насчитывалось 218 МТС.
- В Польше к концу 1952 года действовало 324 МТС, в следующем году — 400[56].
- В начале 1980-х годов МТС были организованы в Афганистане[57].

## Современность
В 1990-е годы в России в связи с тяжёлым финансовым положением многих крестьянских хозяйств и сельскохозяйственных предприятий, а также развитием фермерского предпринимательства вновь возникла потребность в централизованном использовании техники в форме машинно-технологических станций. Деятельность последних охватывает не только механизацию, но и продвижение новых технологий, ремонтно-техническое и транспортное обслуживание, повышение квалификации. В середине 2000-х годов в стране насчитывалось около 900 МТС, выполнявших до 6 % всех полевых работ на селе.